# Маргарет Калверт
Маргарет Вів'єн Калверт OBE RDI (нар. 1936) — британський типограф і графічний дизайнер, яка разом із колегою Джок Кіннером розробила багато дорожніх знаків, що використовуються у Сполученому Королівстві, Королівських державах і Британських заморських територіях. Вона також створила транспортний шрифт, який застосовується на дорожніх знаках, шрифт Rail Alphabet, що використовується у британській залізниці, і ранню версію знаків для аеропортів. Шрифт, розроблений Кіннейром і Калверт, був удосконалений у New Transport і використовується на єдиному урядовому веб-сайті Великої Британії (GOV.UK).

## Молодість і освіта
Народившись у Південній Африці, Калверт переїхала до Англії в 1950 році, де навчалася школі для дівчат Святого Павла та коледжі мистецтв Челсі . Кіннейр, її вчитель, попросив її допомогти йому розробити знаки аеропорту Гатвік . Вони обрали схему «чорне на жовтому» для знаків після дослідження найефективнішої комбінації. Вони також розробили багажні етикетки для P &amp; O Lines у 1957 році.
У 1957 році Кіннейр був призначений керівником британських знаків для доріг Великобританії. Потім він найняв Калверт, щоб перепроектувати систему дорожніх знаків, і вона придумала прості, зрозумілі піктограми, включно зі знаками «чоловіки на роботі» (людина, що копає), «сільськогосподарські тварини» (на основі корова на ім'я Пейшенс, яка жила на фермі неподалік від місця, де вона виросла), і «школярі неподалік» (дівчинка, що веде хлопчика за руку, які, за її словами, насправді створені за зразком себе), використовуючи Європейський протокол трикутних знаків для попереджень і кіл для обов'язкових обмежень. Комітет Worboys був створений британським урядом у липні 1963 року для перегляду знаків на всіх британських дорогах.
Окрім своїх дорожніх знаків, Калверт розробила комерційні шрифти для Monotype, у тому числі однойменний шрифт Calvert, плитковий дизайн із засічками, який вона створила в 1980 році. Він виник у пропозиції 1970-х років для нового французького міста Сен-Квентін-ан-Івелін щодо нового шрифту, щоб забезпечити візуальну ідентичність міста. Однак шрифт із засічками та тривимірні форми літер були відкинуті. Пізніше цей шрифт був прийнятий системою метро Tyne and Wear, а також автобусними та поромними службами північно-східної Англії у 1980-х роках.
У 2020 році була представлена нова версія шрифту, який використовується в залізничній системі Великобританії, Rail Alphabet 2 . Він був розроблений у співпраці з Хенріком Кубелем.
Калверт майже 40 років викладала у Королівському коледжі мистецтв і була керівником відділу графіки з 1987 по 1991 рік.

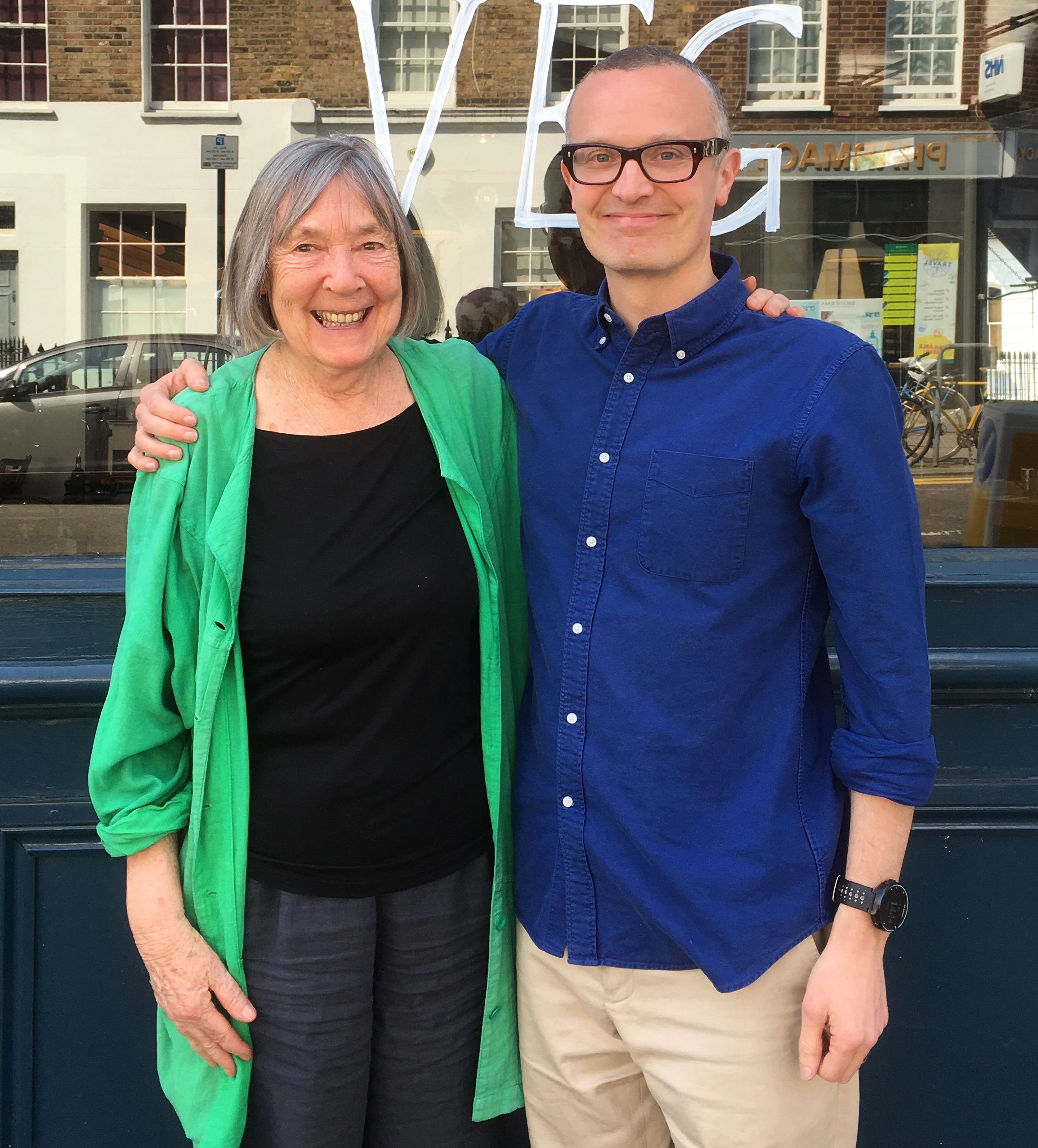
Маргарет Калверт з Беном Терретом у 2018 році

У 2004 році Калверт була нагороджена почесним ступенем Лондонського університету мистецтв
Вона з'явилася в чотирнадцятому сезоні відомого автомобільного шоу Top Gear 3 січня 2010 року. Джеймс Мей взяв у неї інтерв'ю в автомобілі Vauxhall Insignia VXR 2009 року, розповідаючи про процес розробки дорожніх знаків у Великобританії.
У 2011 році вона отримала звання Королівського дизайнера в галузі графічного дизайну. У 2015 році вона була нагороджена президентською нагородою D&amp;AD .
У 2016 році Калверт була призначена офіцером Ордена Британської імперії (OBE) за заслуги в типографіці та безпеці дорожнього руху.
У червні 2018 року вона була нагороджена почесною стипендією Університету мистецтв Борнмута разом з танцівницею Дарсі Басселл, художником по костюмах Дженні Біван OBE та режисером і сценаристом Едгаром Райтом .
З 21 жовтня 2020 року по 10 січня 2021 року в Музеї дизайну в Лондоні проходила ретроспективна виставка її робіт «Маргарет Калверт: Жінка на роботі» .

## Галерея робіт

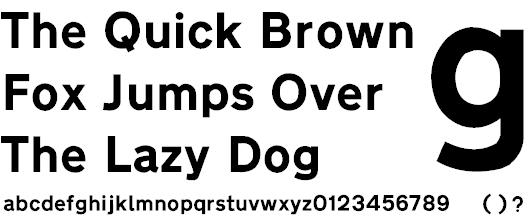
Транспортний шрифт, який використовується на дорожніх знаках у Великобританії та деяких інших країнах
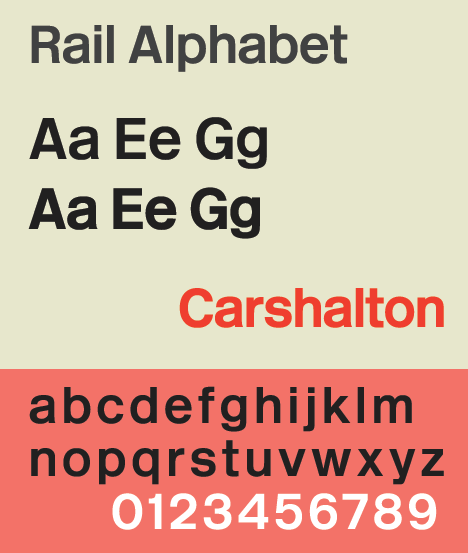
Шрифт Rail Alphabet, який використовувався у Британській залізниці та раніше Національній службі охорони здоров’я Великобританії
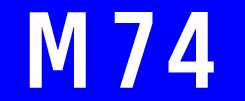
Шрифт автостради, який використовується для нумерації доріг на автомагістралях Великобританії
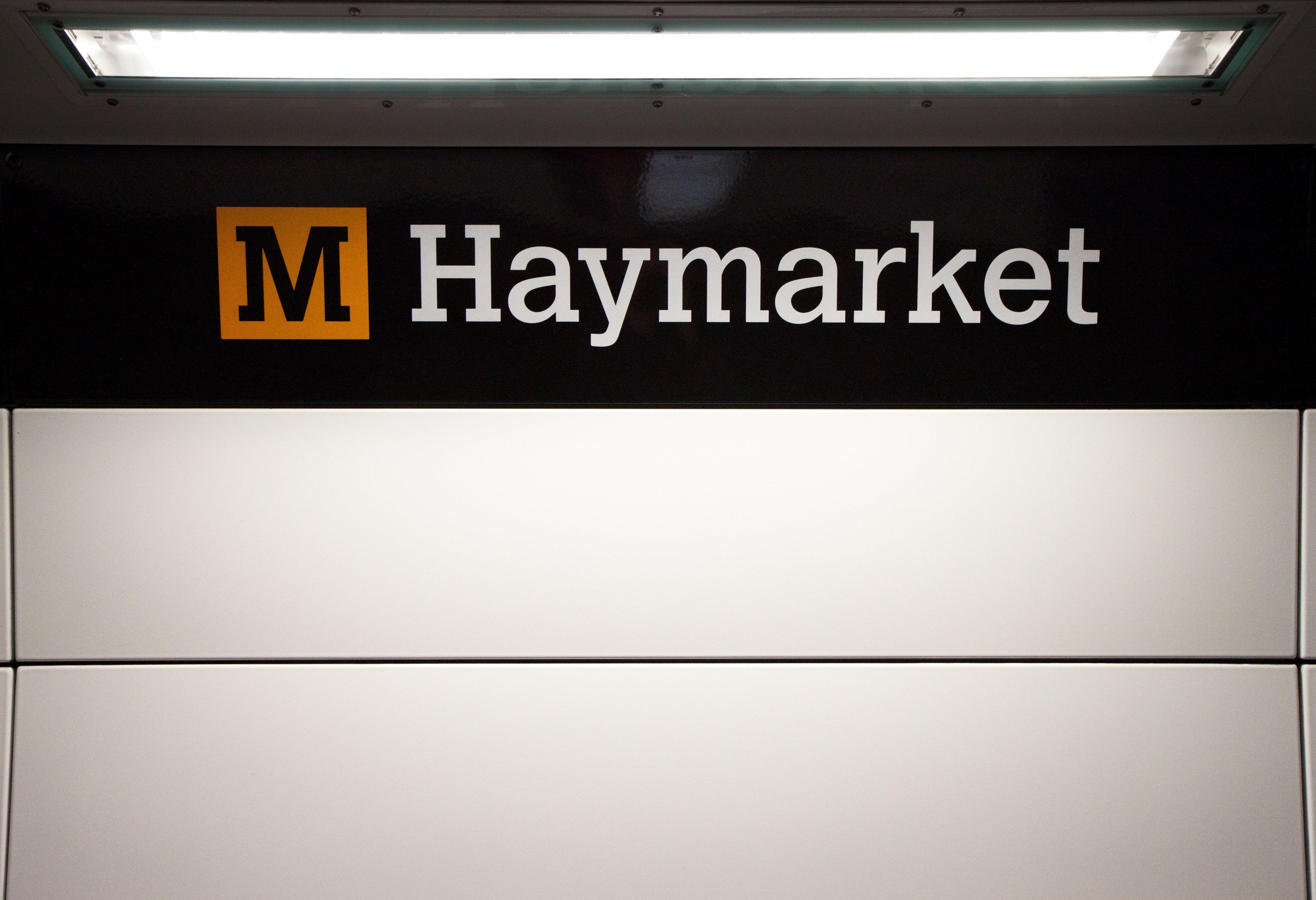
Гарнітура Calvert, на табличці зі станції Haymarket метро Tyne and Wear
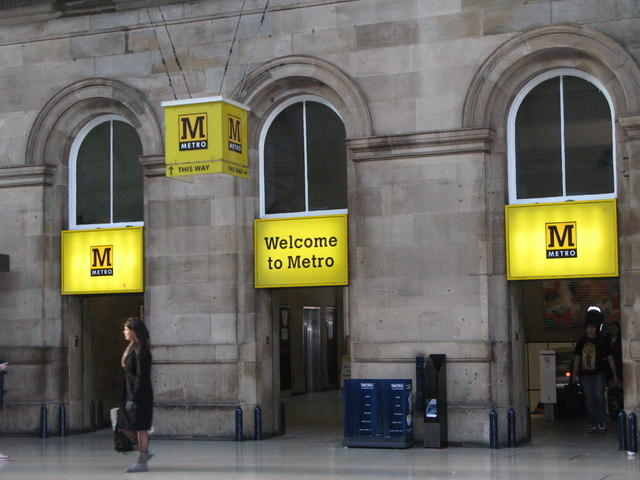
Гарнітура Calvert на метро Tyne and Wear
Знак дорожніх робіт, який використовується у Великій Британії, один із піктографічних знаків, розроблених Калвертом напередодні Worboys Review 1963 року
Британський дорожній знак із попередженням про сільськогосподарських тварин на основі корови, яку Калверт пам’ятає з дитинства
Дорожній знак Великобританії, який попереджає про диких тварин, натхненний фотографіями тварин у русі Едварда Майбріджа . [14]
Британський дорожній знак, який попереджає про школярів, один із піктографічних знаків, розроблених Калвертом напередодні Worboys Review 1963 року

1. ↑  Baines, Phil (10 вересня 2003). The Time of the Signs. Frieze (77). Процитовано 22 червня 2009.
2. ↑  P&O-Orient Lines Luggage Labels. Jock Kinnear Library. Процитовано 24 жовтня 2020.
3. 1 2 3 4  Wainwright, Oliver (23 жовтня 2020). Are we nearly there yet? How Margaret Calvert steered Britain into the fast lane. The Guardian. Процитовано 23 жовтня 2020.
4. ↑  McLaughlin, Aimée (5 лютого 2018). The most influential female designers of the last century. Design Week (en-UK) . Процитовано 19 лютого 2023.
5. ↑  McClatchey, Caroline (9 грудня 2011). The road sign as design classic. BBC News. Процитовано 9 грудня 2011.
6. ↑  Calvert. Identifont. Процитовано 9 грудня 2011.
7. 1 2  Margaret Calvert: Woman at Work. The Design Museum. Процитовано 24 жовтня 2020.
8. ↑  Top Gear S14E07 programme notes. BBC iPlayer. Процитовано 9 грудня 2011.
9. ↑  RSA ANNOUNCES ROYAL DESIGNERS FOR INDUSTRY 2011. RSA. Процитовано 16 листопада 2011.
10. ↑  D&AD President's Award Winner 2015: Margaret Calvert. D&AD. Процитовано 6 січня 2017.
11. ↑  Birthday Honours 2016: the Prime Minister's list (PDF). UK Government. Процитовано 10 червня 2016.
12. ↑  Queen's Birthday Honours: Rod Stewart and Tim Peake head list. BBC News. 10 червня 2016. Процитовано 10 червня 2016.
13. ↑  Reader, Jane (8 липня 2018). Strictly judge Dame Darcey honoured by Arts University Bournemouth. Bournemouth Echo. Процитовано 9 липня 2018.
14. ↑  Routemasters. 1. Епізод 1. 2004. BBC. BBC Radio 4.

### Подальше читання
- MacMillan, Niel (2006). An A–Z of Type Designers. London: Yale University Press. ISBN 9780300111514.